# Wilhelm Schubert (Politiker)

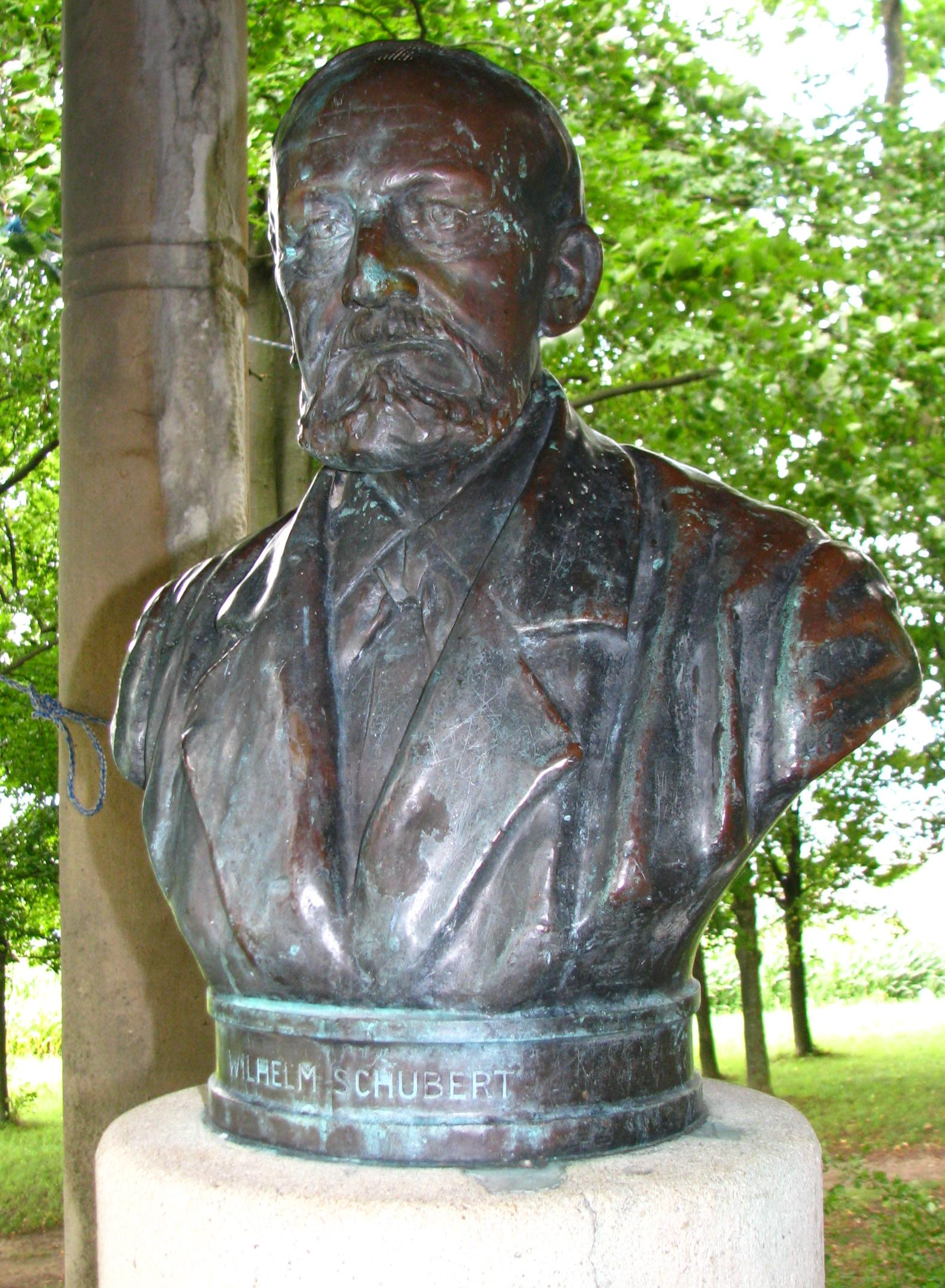
Schubertbüste auf dem Schutterlindenberg

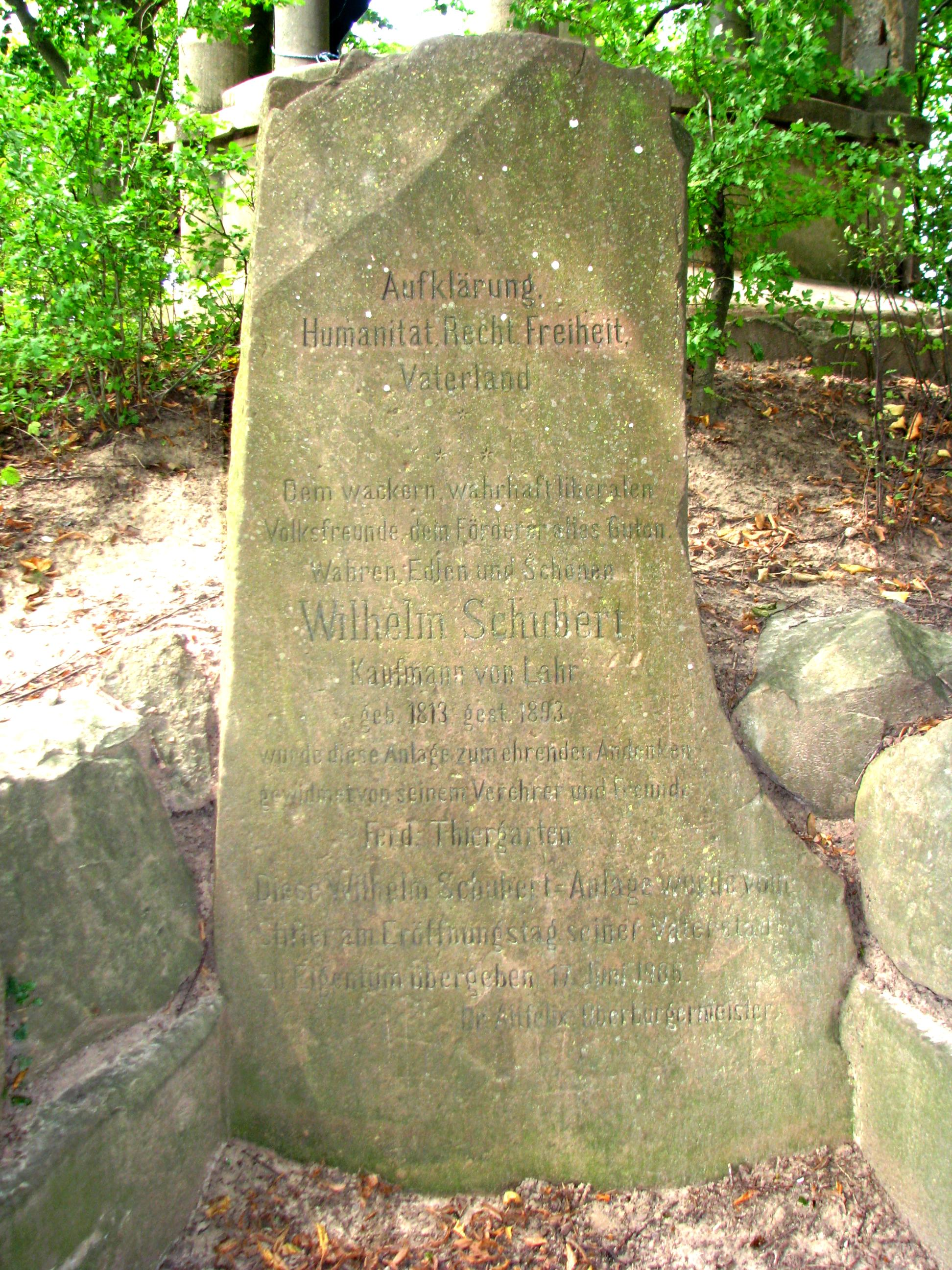
Gedenkstein für Wilhelm Schubert auf dem Schutterlindenberg

Wilhelm Schubert (* 16. Oktober 1813 in Schuttern; † 1. Mai 1893 in Freiburg) war ein badischer Kaufmann und Politiker. Er zählt zu den wichtigsten republikanischen Persönlichkeiten der im ehemaligen Großherzogtum Baden gelegenen Stadt Lahr/Schwarzwald im Vormärz und während der Revolution 1848/49.

## Lebenslauf
Wilhelm Schubert wurde als Sohn des aus Schwarzach stammenden Ölmüllers Ambrosius Schubert geboren. Aufgewachsen ist er in Lahr, wo er ab 1819 die Volksschule und ab 1823 das Pädagogium besuchte. Es folgte die Kaufmannslehre in der Cichorienfabrik von Johann Daniel Voelcker und die Übernahme in ein Angestelltenverhältnis. Ab 1834 arbeitet er als Buchhalter in Frankreich, leistet den Militärdienst ab und findet eine Tätigkeit als Reisender der Firma Rauch, die ihm die Rückkehr in seine Heimatstadt Lahr ermöglicht. 1836 heiratet er dort die siebzehnjährige, aus Freiburg stammende Maria Knöbel. Im selben Jahr eröffnet er in Lahr auch ein Spezereiengeschäft, das zunächst seine Frau leitet. Bis 1849 wird er als Kaufmann und Litzenschuhfabrikant in Lahr geführt. Von 1860 bis 1863 übt er in Lahr das Präsidentenamt der Handelskammer aus. 1867 geht er als Lehrer an die Handelsschule in Freiburg und ist zeitweise vereidigter Sachverständiger in kaufmännischen Prozessen. Ab 1880 betreibt er ein Branntweingeschäft am Münsterplatz in Freiburg.

## Politischer Werdegang
Schon im Vorfeld der Revolution von 1848/49 tritt Wilhelm Schubert in Erscheinung, als er am 22. August 1843 als Sekretär des Lahrer Lokalkomitees zur Vorbereitung der Jubiläumsfeier der Badischen Verfassung einen Toast ausspricht. Im März 1848 wird er Vorsitzender des Lahrer Bürgervereins und Mitglied des Zentralausschusses der Vaterländischen Vereine zu Offenburg. Im April 1848 folgt die Wahl zum Wahlmann für die Frankfurter Paulskirchenversammlung. Schubert ist ab 16. Mai 1848 Mitglied des revolutionären Lahrer Gemeinderats, verliert sein Mandat jedoch am 16. November 1848. Am 14. Mai 1849 erreicht er den Rücktritt von Bürgermeister Ferdinand Groß, wird am 18. Mai zum provisorischen Bürgermeister Lahrs gewählt, am 19. Mai zum Zivilkommissar des Amtsbezirks 41 ernannt und am 13. Juni 1849 selbst und mit überragender Mehrheit von 660 gegen 20 Stimmen zum Bürgermeister gewählt. Nach Niederschlagung der Revolution wird Schubert 1849 zur Fahndung ausgeschrieben. Vor dem Herannahen der preußischen Truppen flüchtet Schubert am 30. Juni 1849 nach Straßburg. Von Juli bis 5. Oktober 1849 hält er sich in Frankreich im elsässischen Schiltigheim auf. Von dort kehrt er nach Lahr zurück, stellt sich der Polizei und wird wegen Beteiligung an der Revolution zu 2 Jahren Zuchthaus verurteilt. Nach Überreichung einer von 227 Lahrer Bürgern unterzeichneten Petition kommt Schubert am 18. Oktober 1849 auf Kaution aus dem Kreisgefängnis Mannheim frei. 1859 ist er Mitbegründer des Lahrer Schillervereins und hält anlässlich des 100. Geburtstages Friedrich Schillers am 10. November desselben Jahres eine Rede auf dem Schutterlindenberg. 1860 gehört er zu den Initiatoren der Freimaurerloge in Lahr. Im Oktober 1863 vertritt er als Abgeordneter der Zweiten Kammer der Ständeversammlung die Stadt Lahr. Auch auf der Gedenkveranstaltung zum 50. Jahrestag der Völkerschlacht bei Leipzig am 18. Oktober 1863 auf dem Schutterlindenberg ist er der Hauptredner.

## Würdigungen
Wilhelm Schubert zu Ehren wurden auf dem Schutterlindenberg oberhalb der Stadt Lahr in einem Pavillon eine Schubertbüste aufgestellt und unmittelbar darunter ein Gedenkstein gesetzt mit folgender Aufschrift:
"Dem wackern, wahrhaft liberalen Volksfreunde, dem Förderer alles Guten, Wahren, Edlen und Schönen Wilhelm Schubert, Kaufmann zu Lahr, wurde diese Anlage zum ehrenden Andenken gewidmet von seinem Verehrer und Freund Ferd. Thiergarten. Diese Wilhelm-Schubert-Anlage wurde von seinem Stifter am Eröffnungstag seiner Vaterstadt zu Eigentum übergaben 17. Juni 1906. Dr. Altfelix Oberbürgermeister".